# Vindarnas torn
Vindarnas torn (på grekiska Αέρηδες eller Ωρολόγιο του Κυρρήστου, "Vindarnas tidsur") är ett oktogonalt klocktorn i pentelisk marmor, beläget på romerska agoran i Aten. Tornet, som förmodligen uppfördes i mitten av 100-talet f.Kr., byggdes för att hysa Andronikos vattenur.
Tornet är 12 meter högt och ungefär 8 meter i diameter. Under antiken kröntes det av en typ av vindflöjel i form av en triton, som visade vindens riktning. Frisen avbildar de åtta vindgudarna: Boreas, Kaikias, Eurus, Apeliotes, Notus, Lips, Zephyrus och Skiron. Nedanför frisen sitter åtta solur. Interiören hyste ett vattenur (grekiska κλεψύδρα), vilket drevs av vatten från Akropolis.